# Whitesboro (Oklahoma)
Pour les articles homonymes, voir Whitesboro (homonymie).
Whitesboro est une census-designated place (CDP) du comté de Le Flore, dans l'État de l'Oklahoma, aux États-Unis. Elle compte 250 habitants en 2010.

## Toponymie
La localité est nommée d'après Paul White, un colon.

## Histoire
Un bureau de poste est créé à Whitesboro le 14 avril 1902.

## Géographie
Whitesboro se trouve aux coordonnées  34° 42′ 17″ N, 94° 52′ 25″ O. Selon le Bureau du recensement des États-Unis, la CDP s'étend sur 8,57 km2, dont environ 0,01 km2 (soit 0,06 %) est recouvert d'eau.